# Drama i Moskva
Drama i Moskva (russisk: Драма в Москве) er en russisk film fra 1906 af Vasilij Gontjarov.
Filmens datering er omtvistet. Den er angivet at være fra 1909, men er formentlig fra 1906 og derved en af de allerførste russiske spillefilm. Filmen angives dog at være "ekstremt mislykket" og filmen blev forbudt i forbindelse med sin udgivelse.

## Handling
En skuespillerinde modtager i sit omklædningsrum i nærværelse af en fan et telegram, der angiver, at hun har vundet en proces og at hun kan få 100.000 rubler. Herefter drager hun med sin fan rundt i Moskva, hvor parret bl.a. besøger flere dyre restauranter. I en park afværger skuespillerinden et forsøg fra en bejler på at kysse hende, hvorefter sidstnævnte skyder først på hende og derefter sig selv. Hun blev dræbt, han blev kun såret.

## Medvirkende
- Pjotr Tjardynin
- Aleksandra Gontjarova